# Église de l'Ascension de Rogačica
Pour les articles homonymes, voir Église de l'Ascension.
L'église de l'Ascension de Rogačica (en serbe cyrillique : Црква Вазнесења Христовог у Рогачици ; en serbe latin : Crkva Vaznesenja Hristovog u Rogačici) est une église orthodoxe serbe située à Rogačica, dans la municipalité de Bajina Bašta et dans le district de Zlatibor, en Serbie. Elle est inscrite sur la liste des monuments culturels protégés de la république de Serbie (identifiant no SK 526).

## Présentation

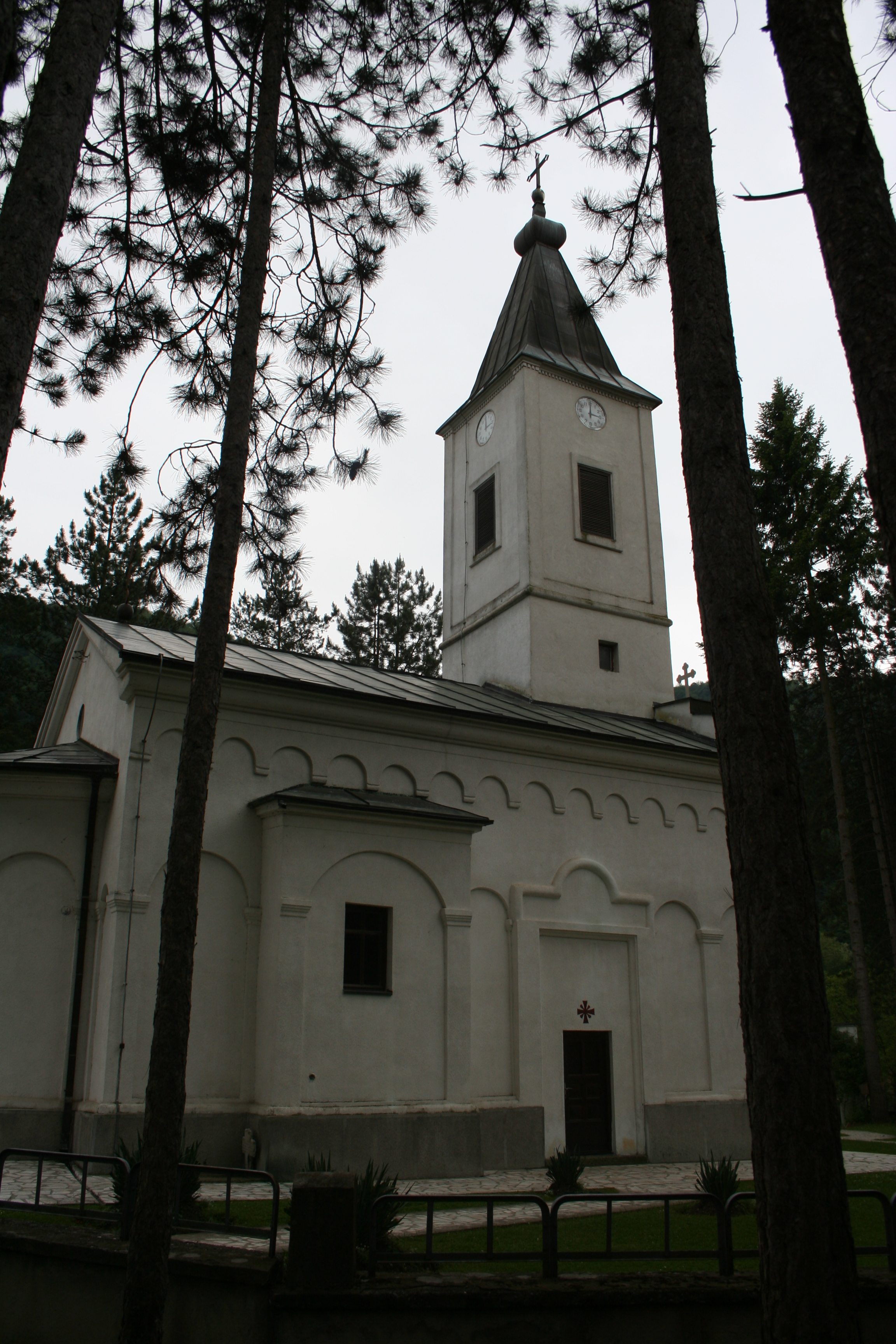
Autre vue de l'église.

L'église de l'Ascension à Rogačica a été construite en 1857, comme en témoigne une inscription sur le mur ouest au-dessus de la porte. Sur plan architectural, elle se présente comme une synthèse d'éléments de l'école rascienne du Moyen-Âge et d'influences du baroque tardif.
De plan cruciforme, l'édifice est doté d'un clocher dominant la façade occidentale et d'une abside semi-circulaire à l'est. La façade est rythmée par deux niveaux d'arcades aveugles de taille inégale. Les arcades les plus grandes, au niveau inférieur, reposent sur des pilastres peu saillants surmontés de chapiteaux finement moulurés. Sous la corniche profilée du toit, courent des arcades plus petites.

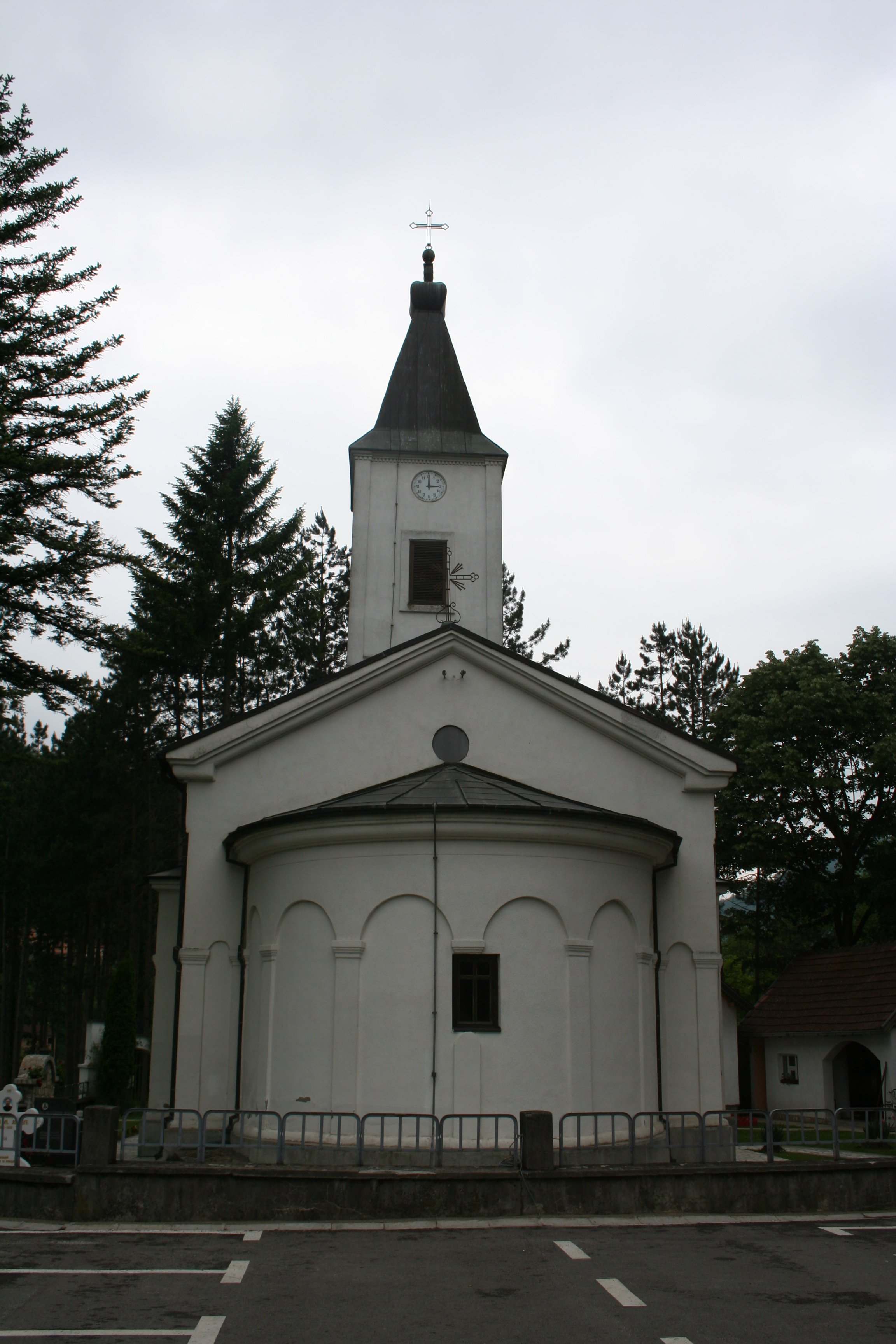
Le chevet de l'église.

L'intérieur est doté d'une voûte semi-circulaire et orné de fresques. L'auteur des fresques, ainsi que des icônes de l'iconostase, est le peintre Dimitrije Posniković de Sremski Karlovci, mais la plupart des fresques ont été retouchées par la suite, ce qui leur a fait perdre de leur valeur.

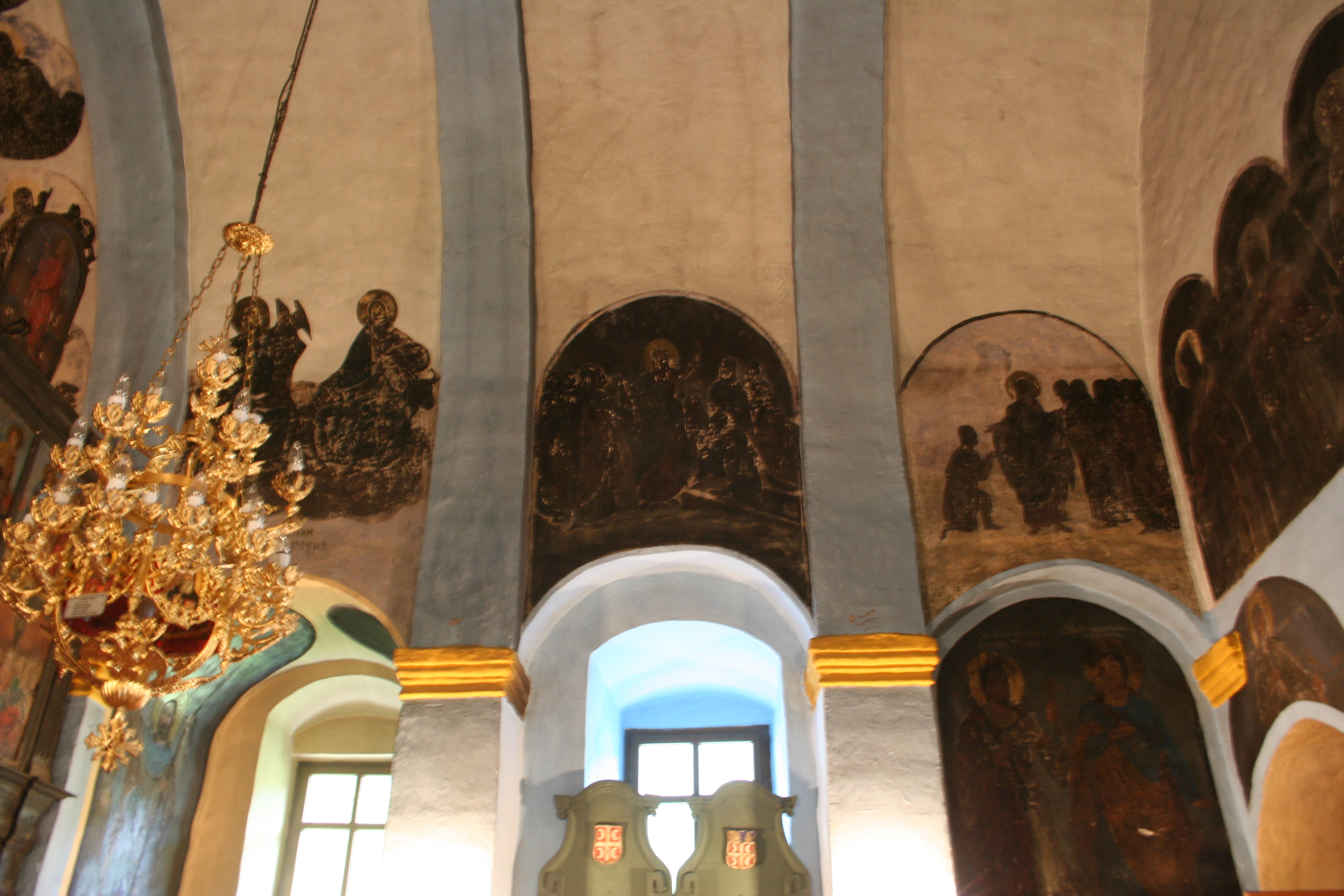
Voûte et fresques de l'église.